# 倉澤清忠
倉澤 清忠（くらさわ きよただ、1917年 - 2003年10月29日）は、大日本帝国陸軍軍人。
東京都出身。第一東京市立中学校（のちの東京都立九段高等学校）卒業、陸軍士官学校航空分校（第50期）卒業、最終階級は陸軍少佐。鉾田陸軍飛行学校研究部や第6航空軍で特別攻撃隊に携わった。

## 軍歴
1934年
4月 陸軍士官学校入学。
1935年
10月 士官学校予科を修了して本科に行く前に立川の飛行第5連隊に仮入隊。
1938年
6月29日 陸軍士官学校航空分校50期卒業。少尉任官し、航空将校となる。
6月30日 飛行第5連隊付
11月 飛行第65戦隊付
12月 中尉に昇進。
1939年
10月19日 陸軍航空士官学校に配属される。生徒隊付となり教官に就任。
1941年
3月 大尉に昇進。
1942
12月13日 陸軍大学校入り
1944年
3月 少佐に昇進。
5月22日 陸大58期卒業。鉾田陸軍飛行学校研究部（のち鉾田教導飛行師団）所属となる。
12月26日 第6航空軍参謀となる。
1945年
7月18日 鉾田の第26飛行団参謀となる。

## 人物

### 鉾田陸軍飛行学校

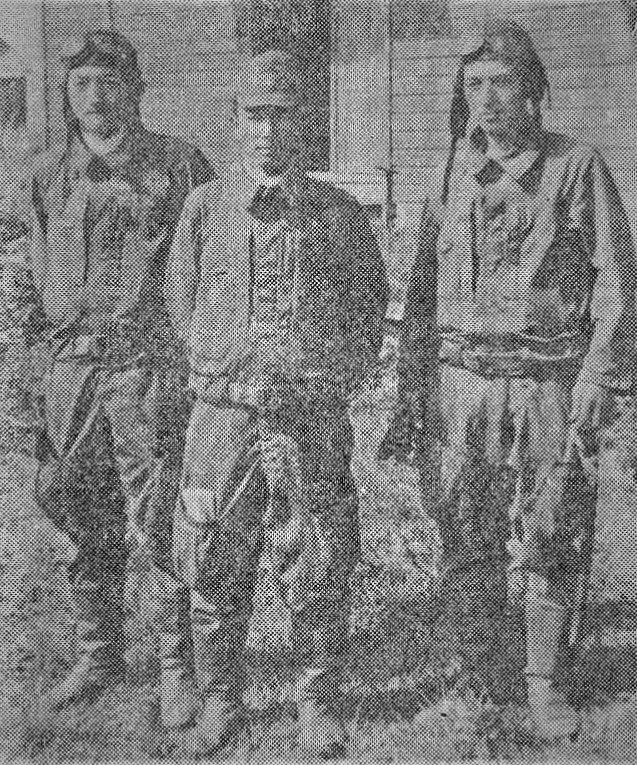
倉澤と跳飛爆撃を訓練した搭乗員（のちの陸軍特別攻撃隊万朶隊）、左から安藤浩中尉、岩本益臣大尉、園田芳巳中尉

士官候補生第50期。在学中に航空兵科へ転科し、陸軍航空士官学校の最初の卒業者の一人となった。卒業後、浜松飛行学校で軽爆撃機の操縦を習得した。操縦の技術は高く、1940年（昭和15年）に神武天皇即位紀元（皇紀）2600年を祝った紀元二千六百年記念観兵式では選抜されて昭和天皇の前で編隊飛行を披露している。
1942年に陸軍大学校に進学したが、在学中の1944年5月に首相兼陸軍大臣の東條英機が陸軍大学を訪れ、「パイロットがこんなところで勉強しているのはもったいない。いまは戦隊長が足りないときだ。早期に卒業して第一線に行くように」と申し渡し、倉澤を含む16名の航空所属者は他の同期生より2ヶ月早く卒業し、鉾田の陸軍飛行学校研究部に赴任。この時期取り組みの始まった「跳飛爆撃」の研究を命じられる。
海軍航空隊と異なり、対艦船攻撃手段に乏しい陸軍航空隊は、航空機による魚雷攻撃と並んで、跳飛爆撃を有力な対艦船攻撃手段の一つとして力を入れて、岩本益臣大尉や佐々木友次伍長など陸軍航空隊のなかでも特に操縦技術に優れた搭乗員を集めて研究と訓練を行った。しかし、陸軍きっての操縦技術を有する岩本らとは言え、陸軍の爆撃機の搭乗員は元々、ソビエト連邦軍の地上部隊を爆撃することを想定した、投下した爆弾を炸裂させて地上の広い範囲に大打撃を与えるような爆撃技術をたたき込まれており、海軍の搭乗員が訓練してきた、海上の航行中の艦船に投下した爆弾を命中させるといった精密性を要する爆撃は不得手であった。そのために岩本ら陸軍の搭乗員は訓練を初歩からやりなおす他なかった。
1944年には、航空本部の主催で、神奈川県の真鶴岬にて陸軍航空審査部と各航空隊との跳飛爆撃の合同訓練が行われた。岬の南に点在している岩を目標として、爆弾の投下訓練を行った。この訓練は大成功で、ほぼ百発百中に近い好成績を得られた。特に岩本がこれまでの訓練の成果を発揮し、命中弾の半数をひとりでたたき出している。しかし、この訓練を視察していた鉾田陸軍飛行学校校長今西六郎少将（のちに中将）は「本戦法は鈍重、低速機に適しない。波が高いときは、波の山に当たれば40ｍから50ｍの高さに跳飛して船を飛び越え、谷に落ちれば跳飛しないことがある」「波が静かなときは、目標から100ｍから200ｍに投下して百発百中である。いずれの場にも効果があるのは、舷側迄水面下を直撃するように投下することである。編隊のまま攻撃するのは相互に妨害して不利である」と穏やかな海面でしか十分な効果が発揮できないという感想を抱いた。8月には、少し厳しい環境での実験として、沖縄の那覇で風速10ｍから15ｍの風が吹いている環境下で沈没船を目標として実験を行った。このときは全体での命中率が60％に低下したが、岩本はただ一人ほぼ全弾命中という驚異的な結果を残したという。この一連の実験で、陸軍作戦機の殆どで実施可能という長所があると判ったが、一方で、投下爆弾が海面でのバウンドで減速するために、爆弾衝突時の速度が他の攻撃法と比較して著しく遅くなり重装甲の軍艦には通用しないことと、また爆撃機の行動を軽快、優速に保つため、大質量の爆弾を装備できないことが判明したが、これらは攻撃の成果に重大な懸念を抱かせる致命的な欠陥と言えた。
岩本らが訓練をしていた頃、倉澤が跳飛爆撃（海軍名反跳爆撃）の研究を行っていた海軍航空隊の横須賀鎮守府の横須賀海軍航空隊を訪ねて訓練を見学をしたところ、海軍の陸上攻撃機や艦上攻撃機の数機が目標の模擬航空母艦に向けて同時に高度1,000mから急降下、その後に水平飛行に移行し、海面スレスレの高度で各方向から一斉に目標に襲いかかる光景を見て、海軍航空隊の訓練の凄まじさに言葉を失い「目標が海上を動いているだけに、跳飛弾訓練は難しい。陸軍の艦船攻撃は全くの初歩の段階だ。最初からやり直すしかない」と岩本を含む陸軍航空隊と海軍航空隊の熟練度の乖離に絶望し、ともに跳飛爆撃を研究していた教導飛行研究部福島尚道大尉に「（跳飛爆撃の研究を続けている）もう、時間は無い」「跳飛爆撃訓練を徹底的に行わせることによって、特攻隊攻撃に転用できるのではないか。1,000mの高度から、跳飛爆撃と同じ角度で突っ込み、その勢いをかって直接体当たりすれば成功する」と意見を述べたところ福島も「やはりそれ以外に敵艦を撃沈する方法はありませんね」と同意し、2人でその特攻戦術をまとめた意見書を作成し、航空本部を通じて参謀本部に提出している。福島は｢体当たり攻撃の最大の欠点は落速の不足にある。爆弾の落速に比較すれば、飛行機はその二分の一程度であるから装甲板を貫通することができない。従って体当たり攻撃では、一般として撃沈の可能性はない｣などと主張して特攻の開始には反対していたが、現実的な問題によって特攻容認に転じていた。
その意見書に基づき、別府湾で海軍の空母鳳翔と標的艦摂津を使用して行われた航行中の艦船に対する訓練では、九九式双発軽爆撃機に500kg爆弾を搭載して、1,000mから急降下させたところ、陸軍の軽爆撃機と搭乗員ではその後に海軍機のような海面スレスレの飛行に移行できず、なかには急降下の惰性で海上に突っ込む機もあって、陸軍機に500kg爆弾以上の大型爆弾を搭載し跳飛爆撃は困難であるとして、技術が乏しくても可能な特攻開始へ向けての準備が進むこととなり、のちに、跳飛爆撃の訓練を行っていた岩本や佐々木らはそのまま、陸軍特別攻撃隊万朶隊や富嶽隊として編成されることとなった。
同年9月、倉澤は徳之島での訓練を視察したのちに、自ら九九式襲撃機を操縦して途中立ち寄った知覧基地を離陸した際、100ｍほど上昇した直後にエンジンが突然停止して墜落。倉澤は頭から計器板につっこみ頭蓋骨骨折の重傷を負って、さらに雨水が脳内に浸入したことにより意識不明の重体となり、診察した軍医からは「どうせ死ぬから動かすな」とさじを投げられたほどであった。手術もせずに病院のベッドに寝かされていたが、1週間経っても呼吸が止まることがなかったので、延命できる可能性も出て、熊本の陸軍病院まで輸送されて手術が施された。手術を担当した軍医は「倉澤少佐はまもなく死ぬか、生きたとしても頭が変になるだろう、左目をやられているからもう操縦は無理だ」と宣告した。手術は成功したが、一度の手術では足りず、1ヶ月後には東京の陸軍病院に転院して再手術を受け、その後熱海陸軍保養所で静養することとなった。
この重傷の後遺症で倉澤は、生涯頭が割れるような激しい頭痛に襲われるようになり、頭痛のときはヒステリックとなって、保養所で暴れて退所させられた。その後、一命は取り留めたが、左眼の視力が極端に落ち、パイロットとしての活動は不可能になった。本来なら予備役行きとなるほどの重症と後遺症であったが、これまでの激戦で同期の航空士官は多くが戦死しており、航空士官が不足していたことからそのまま現役に残って鉾田に復帰した。しかし、復帰してからも頭痛は続き、上官だろうが誰それ関係なく喧嘩をふっかけるようになって周りからは煙たがられた。この後遺症によるヒステリーは、後年の一部の特攻隊員に対する厳しい態度にも現れ、その頭痛を和らげるための飲酒が常態化するようになった。

### 第6航空軍参謀

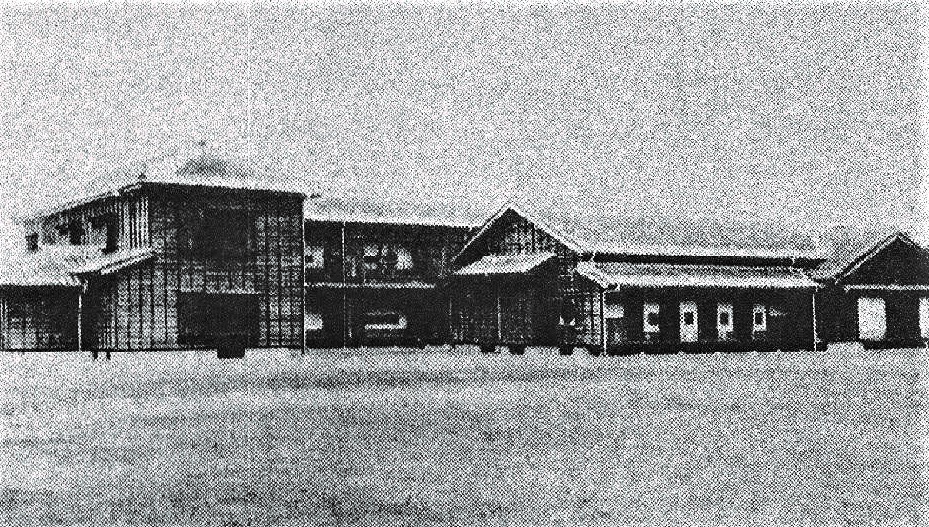
倉澤が運営に携わった「振武寮」と呼ばれた福岡女学校の寄宿舎の全景

1944年10月に、フィリピンの戦いで海軍神風特別攻撃隊が出撃し戦果を挙げると、陸軍も万朶隊や富嶽隊といった特攻隊を出撃させ、特攻が常用の作戦となっていった。そんな1944年の年末に倉澤は新たに編成された 第6航空軍参謀に抜擢された。第6航空軍は、日本に迫る連合軍を迎撃するために編成された航空軍であったが、その軍司令官には陸軍航空の第一人者で、倉澤が陸軍士官学校に通っていたときの校長であった菅原道大中将が就任した。菅原は倉澤を呼ぶと「君は作戦主任参謀の水町中佐のもとで、編成参謀として補佐してくれ。沖縄戦が開始されると特攻隊を編成するから責任は重いぞ。体の具合はどうだ？」と言葉をかけている。
アメリカ軍はフィリピンを攻略すると、次いで硫黄島も占領し、いよいよ沖縄に迫ってきた。第6航空軍は1945年3月10日に司令部を東京から福岡に移転、軍司令部を福岡高等女学校（現・福岡県立福岡中央高等学校）に置いたが、倉澤も司令官の菅原に随行して福岡入りした。倉澤は陸軍航空本部など関係各所と交渉して、航空機や搭乗員を第6航空軍に配備するように交渉する係となったが、仕事熱心さと後遺症による頭痛により上級参謀であろうが容赦なく噛みつくため「神経露出狂」などとあだ名を付けられて煙たがられた一方で、倉澤も頭痛と任務の重圧に押しつぶされて、さらに酒の量が増していった。
1945年3月25日、アメリカ軍が慶良間諸島に上陸を開始したとの情報が連合艦隊に入ると、3月20日に大本営により下令された天号作戦に基づき、連合艦隊は1945年3月25日「天一号作戦警戒」、南西諸島への砲爆撃が激化した翌26日に「天一号作戦発動」を発令した。「天一号作戦警戒」発令により鈴鹿以西の作戦可能航空戦力は、海軍の第五航空艦隊司令官宇垣纒中将の指揮下に入ったが、そのなかには大陸命第一二七八号（1945年3月19日） にて連合艦隊司令長官の指揮下に置かれて、海軍と一体の特攻作戦を推進していた第6航空軍も含まれていた。第6航空軍は第5航空艦隊の指揮下で、4月1日に沖縄本島に連合軍が上陸して激戦の火ぶたが切られた沖縄戦において、沖縄近海に多数の特攻機を出撃させた。
そのような状況下で、第6航空軍が何らかの理由で出撃または突入できずに帰還した特攻隊員を収容する振武寮を福岡市に設営すると、倉澤はその運営に携わる参謀約5名の中の一人となった。その中でもっとも若かった倉澤は血気盛んであり、振武寮から隊員を司令部に呼び出し竹刀で殴打したり、倉澤が陸軍航空士官学校の教官時代の教え子で、隊長なのに1人だけ帰還した第43振武隊の今井光少尉に拳銃を渡し「部下だけ突入させて、隊長一人が残ったのは、職業軍人として恥ずかしくないのか？」と罵倒し自決まで迫った。今井は口惜しさのあまり卒倒して2、3日寝込んだという。
振武寮の日々は反省文の提出、軍人勅諭の書き写し、写経など精神再教育的なものが延々と続けられた。特攻出撃したが乗機が故障で喜界島に不時着し生還した第22振武隊大貫健一郎少尉は、毎晩就寝前に軍人勅諭全文を毛筆で書き写して、翌朝の朝食時に提出するよう命じられた。頭痛を和らげるための常態的な飲酒により酔ってがなり立てる倉澤に「そんなバカなことを書く（軍人勅諭を書き写すこと）よりも特攻機を下さい。亡くなった戦友たちが待っているんです。毎日軍人勅諭を書いて何になりますか」と反論したところ、泥酔していた倉澤と口論になり、倉澤から竹刀で気を失うまで殴打されたこともあった。大貫のように振武寮にいた特攻隊員の多くは再出撃を希望し、倉澤に特攻機の受領を求めたが、倉澤から「お前らのように途中で帰ってくる卑怯者にやる特攻機はない。また同じように飛行機の故障だといって逃げて帰ってくるに違いない！」と罵倒され、特攻機を受領することは無く、再出撃はできなかった。
昨夜の深酒か朝酒で泥酔している倉澤が、大貫が朝食を食べている食堂を訪れ「命が惜しくて帰ってきたろ、そんなに死ぬのが嫌か、卑怯者。死んだ連中に申し訳ないとは思わんのか」「お前ら軍人のクズがよく飯を食えるな」「おまえら人間のクズだ。軍人のクズ以上に人間のクズだ」と酔った勢いで罵倒することもあった。そこで食事を躊躇っていると、倉澤は「なんで飯を食わない？ 食事も天皇陛下から賜ったものだぞ」と食べるまで部屋を出ていかなかった。
ただし、倉澤にこのような扱いを受けた特攻隊員は一部にとどまり、第54振武隊小川光悦少尉によれば、振武寮に到着した夜に、倉澤から軍人勅諭を持っているか？と聞かれたが、遺品として実家に送ってしまって手元になかったので、倉澤は自分の軍人勅諭を貸与し書き写しておくように命じている。小川は倉澤が厚意で貸してくれたと恐縮し、その夜に短時間で軍人勅諭を筆写して倉澤に借りていた軍人勅諭を返すと、晴れ晴れとした気分で熟睡したという。風呂は生徒用でなく舎監用の風呂に入浴したが、2人や3人は入れる浴槽に鼻歌を歌いながらゆっくり入浴できた。翌朝からも懲罰的な作業は命じられることはなく、本部前の振武寮とは別棟にて沖縄への航法の一般的な講義を受けている。
第65振武隊の片山啓二少尉によれば、終日正坐をして軍人勅諭を筆写させられていたのは重謹慎の処罰を受けていた者だけで、片山らは倉澤に過失を見つけられるごとに叱責されただけであった。片山らはその後に明野教導飛行団に転属を命ぜられ、皮肉にも一度も特攻出撃することなく終戦まで生きながらえることとなった。以上のように収容された特攻隊員の中でも処遇に違いがあり、この処遇の違いを大貫は『実際に出撃して途中で帰還した者』と『特攻基地まで行ったものの飛行機の故障などにより出撃そのものができなかった者』の違いと考えていた。
しかし、大貫と同日に入寮し、同じように倉澤に罵倒された特攻隊員の中にも、第30振武隊の横田少尉のように『出撃そのものができなかった者』も含まれている一方で、第72振武隊として出撃しながら本隊と逸れ不時着し、後日振武寮行きとなった朝鮮人特攻隊員金本海龍伍長は、軍人勅諭筆写や罵倒などの差別的待遇は特にされなかった上に、1945年6月末に侍従武官の尾形健一大佐が第6航空軍を視察することが決まった際に、菅原から昭和天皇に奏上する特攻美談の原稿を書くように指示を受けた倉澤はその対象者として、振武寮に収容されている隊員の中から、金本を「朝鮮人でありながら、日本人以上に立派な隊員です。」と参謀長の藤塚止戈夫 中将に推薦している。後に倉澤の書いた金本称賛の原稿は新聞記事となって掲載されている。
後年の倉澤の証言によると、対応の違いについては、帰還者のなかで「ちょっと臭いやつに対しては強く出た」という。学徒出身の特別操縦見習士官に対しては、知識があるために特攻作戦に消極的だとみて厳しく接した。一方、少年飛行兵は若くして軍隊に入っているので扱いやすいとも述べている。
振武寮も沖縄戦が終息に向かっていた1945年6月に入った頃には次第に運営の箍も緩んでおり、日本発送電福岡支店（戦後に解体されて九州電力）内本支店長から、同社女子社員と振武寮収容隊員とのお茶会の開催の申し出があると、最初は「お茶会で若い女性を見ると変心して、出撃の意思を失ってしまうのではないか、私はそれを恐れているのです。」と難色を示した倉澤も、第6航空軍司令部から開催の許可が出るや、逆に「拒否することは許さぬ、病人以外全員行くこと」と命じるほど積極的になった。
1945年6月のある日、日本発送電所有の振武寮にほど近い薬院の山荘に、20代の女子社員30名が和装して隊員らを迎えお茶会が予定通り開催された。女子社員と特攻隊員の談笑の中で、女子社員からは「こんな若い人たちが特攻で死ぬなんて信じられない、初めから死ぬことがわかって出撃するなんて」などと特攻を批判するような発言も飛び出したが、倉澤がその発言で怒ったりすることはなかったという。特攻隊員は女子社員とすっかり意気投合して、翌朝に隊員の多くが振武寮を抜け出し、日本発送電の事務所に訪れて、女子社員らに会いに行っているが、それを倉澤が止めることはなかったという。
このお茶会の終わった後、参加者の中の1人の第42振武隊の中野友次郎少尉が振武寮に帰って来ると、倉澤が中野に向かって「卑怯者が帰ってきたか」と嫌味を言った。中野はそれを聞くや立腹して倉澤を殴り倒している。本来、軍隊で部下が上官に暴力を振るうのは重罪であるが、倉澤は第6航空軍司令官菅原道大中将と第30戦闘飛行集団長青木武三少将に呼び出されると、青木から「私の編制した部下に何か文句があるのか、立派に戦って戻った者を」と、階級が下の収容隊員に殴り倒されたにもかかわらず逆に叱りつけられ、中野はそのまま原隊に復帰し咎められることもなかった。倉澤は、この事件後、中野ら特別操縦見習士官にはあまり干渉しなくなったという。そのため、このお茶会のあとは、医者に通院するとか適当な理由を申し出れば、好きな時に自由に外出できるようになった。
また、振武寮は外部との接触禁止との建前であったが、福岡高等女学校や福岡女学校の女学生の慰問は継続的に受けていた。女学生らは学校の講堂で学芸会を開き、日本舞踊を踊り、海ゆかばを歌って隊員を慰めた。その内、第67振武隊山岸聰少尉は女学生の1人と懇意になり、振武寮を抜け出して大濠公園でデートを繰り返し、戦後にその女学生と結婚しており、戦時中の軍の施設の運営状況としては、比較的自由な環境であった事実も判明している。倉澤以外の振武寮の運営に携わった参謀らは特に特攻隊員らに厳しく当たることもなかったが、倉澤も、特攻隊員らの反抗的な態度に手を焼き、しばらくすると厳しくあたることはなくなっていき、また第6航空軍司令部も倉澤と特攻隊員が対立すると特攻隊員側の肩を持つことが多かった。
振武寮は1945年6月20日の福岡大空襲の際に、焼夷弾が至近距離に落ちて延焼したが、特攻隊員らの消火活動により半焼で済んでいる。しかし復旧の目途も立たず、6月21日には代替機受領予定の特攻隊員は原隊に戻された。

### 本土決戦準備
第6航空軍司令部やその施設は福岡大空襲後、平尾の山中に移転することとなり、倉澤は7月10日付で鉾田教導飛行師団に転属がきまったため、残った特攻隊員も原隊に戻ることとなった。中には第22振武隊島津等少尉のように原隊に復帰後に、他飛行隊に転属が決まると、転属先の部隊長から「特攻生き残りの連中をここに置くわけにはいかん」と配属拒否されたり、片山少尉のように航空隊司令から「貴官らを迎えるのは誠に遺憾である」と嫌味を言われ冷遇された隊員もいた一方で。第21振武隊の上田克彦少尉は、館林の第194振武隊に配属されたが、飛行隊長の堀山久生中尉が上田の特攻出撃経験を敬い厚遇し、部下隊員の教育・指導を任された上に、上田の新婚間もない新妻を舘林に呼び寄せるように勧められ、軍の準備した旅館に同居することを許可されている。
倉澤が着任した鉾田教導飛行師団は、埼玉県の那須野陸軍飛行場に本拠地を移し、これより以北の奥羽地帯全域に至る諸航空隊を指揮下に入れる大所帯となったが、倉澤は第6航空軍での経験を評価されて、飛行第75戦隊の指揮官としてフィリピンで活躍した後、鉾田教導飛行師団の高級参謀として着任した土井勤中佐の次級参謀に抜擢されており、倉澤は土井と協力して、本土決戦のためのと号部隊の編成やその訓練、また飛行場整備などに尽力した。しかし、連合軍艦隊が日本本土に接近し、艦砲射撃なども行ってくる中で、本土決戦への戦力温存策で十分な反撃もできないまま、1945年8月15日の終戦を迎えた。土井や倉澤らの参謀たちは自決も考えたが、原田参謀長から堅く諫められて、10月15日まで軍職にあって終戦処理にあたった。振武寮で倉澤に罵倒されて再出撃を許可されなかった特攻隊員たちも、再出撃することもなく生存して終戦を迎えている。

### 戦後
終戦後、倉澤は一橋大学に入学して経済学を学んだのちに印刷会社に勤務、最後は社長となった。航空奉賛会や航空同人会の活動には積極的に関わったが、特攻について話すことは極力控えていたという。小説「月光の夏」で振武寮の取材をしようと考えた作家の林えいだいは、振武寮に入寮していた元特攻隊員から倉澤が存命と聞くと取材を申し込んだ。最初は「敗軍の将、兵を語らずの心境だ。胃を3回も手術をして体力的にも無理」と断られたが、熱心な林の取材申し込みに最後は折れて「福岡からわざわざ上京してきたのならしょうがない」と取材を受けた。林が取材した元特攻隊員らの倉澤に虐待を受けたという証言に対しては、「博多駅前の大盛館という旅館が、待機している特攻隊員でいっぱいになったから薬院にある福岡女学院の寄宿舎を利用しただけで強制的に収容したわけではない」と反論し、自機が故障のため代替機を受領に出向いた元特攻隊員が「なんで帰ってきた!卑怯者のお前たちに与える飛行機なんかない!」と倉澤に罵倒されたことを「そのように言われる筋合いは一つもない」との批判していると聞かされたときには、少し感情的になって「今になって批判しているが、そんなに命が惜しかったら最初から（飛行兵に）志願しなけりゃいいんだ。日本の軍隊は天皇のために命を惜しまず死ぬ覚悟があったはずで、今さら自分が悪いというのは筋違いも甚だしい」と発言している。
林が倉澤に対しこれらの厳しい質問を投げかけたのち、倉澤は長い間沈黙すると「軍司令官も大本営参謀も、戦後になるとみんな逃げ腰になって責任を取らず、編成参謀の私が一番の悪者となって集中攻撃されている」「でも考えてみると特攻隊を出撃させた現場責任者は私でしたから、多くの隊員を出撃させたので、恨みに思われるのは仕方ない」としみじみと答えて、遺族からの報復を恐れて80歳まで護身用の拳銃と軍刀を手放せなかったと明かした。
その拳銃や軍刀は、倉澤が林えいだいから振武寮に関する取材を受ける7年前に「平和な時代にそぐわない」と手離すことを決心し、自ら保谷警察署に届け出たという。届けるときには警察に「敗戦時に父に預けたものが遺品の中から偶然出てきた」と嘘の説明をし、長い期間銃砲刀剣類所持等取締法の容疑者として取り調べを受けたが、最終的に訴追されることはなかったという。
林の倉澤への取材は4回に及んだが、86歳という高齢で、すでに病魔に冒されていたこともあって、取材のたびに前回の発言を記憶していなかったり、証言の矛盾があったり、あからさまな嘘の証言をすることもあったという。林も倉澤の体調を気遣って短時間の取材としていたが、4回目の取材の別れ際に、林を玄関先まで見送った倉澤はしんみりとした顔で「戦後、ずっと胸につかえていたものを、全部吐き出して何だかすっきりしたよ。これで私も戦後の区切りがついた」と林に告げたという。倉澤はその数日後にリンパ癌の症状が悪化して、2週間後の10月に死亡した。林はその知らせを聞くと、特攻を指揮した多くの指導者たちが、特攻は志願であったと責任を回避したのに対して、倉澤は体調の悪い中で取材に応じて貴重な証言を残しており、倉澤なりに責任を取ったとその勇気と良心に頭が下がる思いであったと述べている。

## 関連文献
- 陸軍航空士官学校史刊行会（代表：白川元春）編『陸軍航空士官学校』1996年。